# Vladimir Fekete
Vladimir Fekete SDB (ur. 11 sierpnia 1955 w Bratysławie) – słowacki duchowny rzymskokatolicki, salezjanin, od 2009 zwierzchnik Kościoła katolickiego w Azerbejdżanie, początkowo jako superior misji sui iuris, a od 2011 jako prefekt apostolski.

## Życiorys
15 lutego 1975 złożył śluby wieczyste w zakonie salezjanów. 30 stycznia 1983 został wyświęcony na prezbitera. Studiował teologię na uniwersytecie w Wiedniu oraz na Katolickim Uniwersytecie Lubelskim. Był m.in. przełożonym słowackiej inspektorii zakonu oraz mistrzem nowicjatu w Popradzie.
5 listopada 2009 papież Benedykt XVI mianował go, jako trzeciego z rzędu słowackiego salezjanina, superiorem misji sui iuris w Azerbejdżanie. 4 sierpnia 2011 papież wydał decyzję podnoszącą misję do rangi prefektury apostolskiej, zaś ks. Fekete został jej pierwszym prefektem.
8 grudnia 2017 został papież Franciszek podniósł go do godności biskupa, nadając mu stolicę tytularną Municipa. Sakry udzielił mu 11 lutego 2018 sekretarz ds. relacji z państwami w Sekretariacie Stanu Stolicy Apostolskiej – arcybiskup Paul Gallagher.